# St Pancras Church (Ipswich)

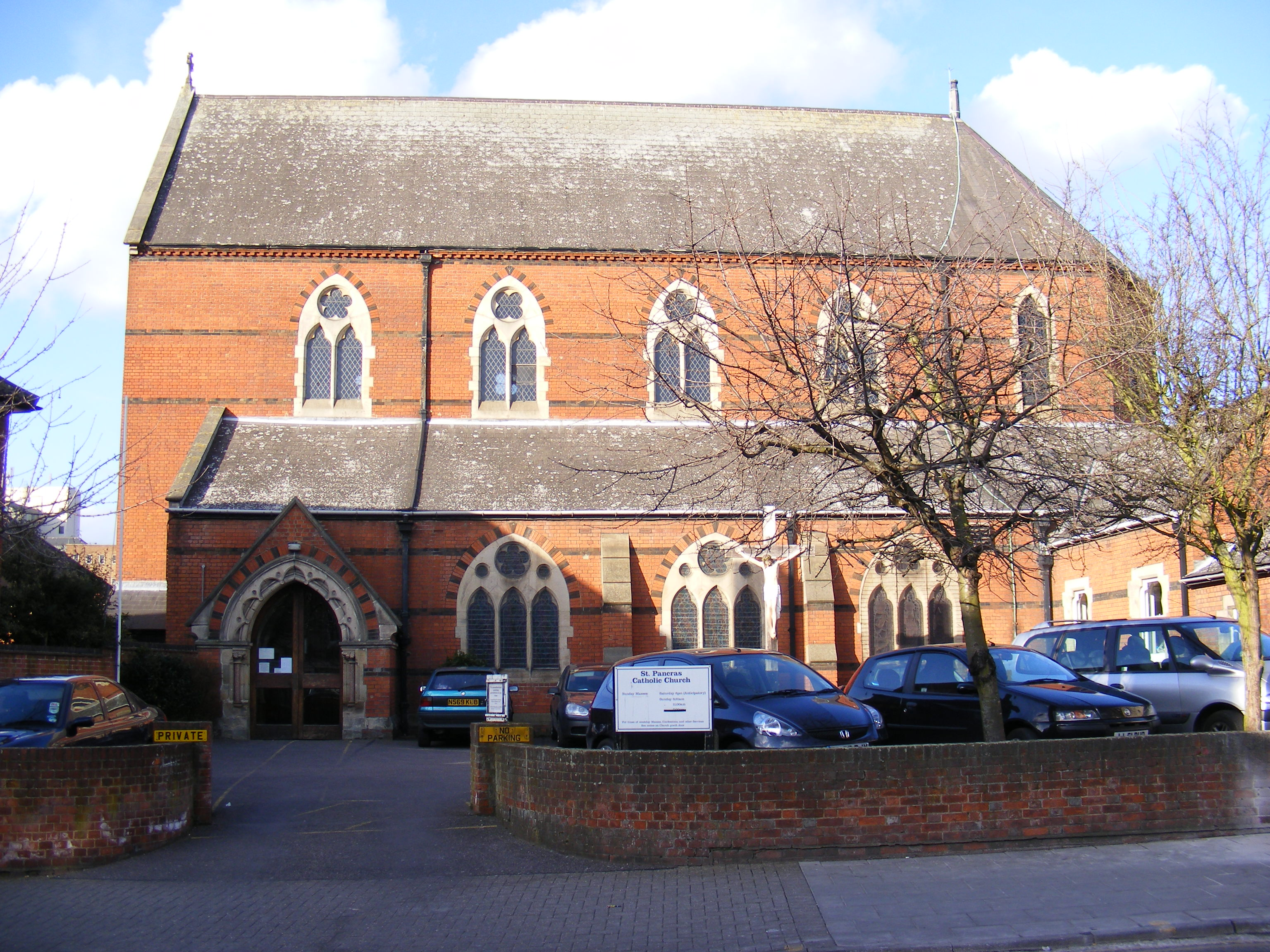
Kath. St. Pankratius-Kirche, Ipswich

Die Kirche St. Pankratius ist eine römisch-katholische Pfarrkirche im Ortskern von Ipswich.
Die Kirche wurde von George Goldie gebaut und bestimmt als die katholische Kathedrale für Eastern England. 
Zwei Jahre nachdem die Kirche geweiht wurde, im Jahre 1863, war St Pancras das Ziel einer anti-katholischen Erhebung.

## Architektur und Ausstattung
St. Pancras ist ein herausragendes Beispiel der Neugotik aus Viktorianischer Zeit. Die Spitzbögen von Schiff und Presbyterium sind abwechselnd im sogenannten Venezianischen Stil aus roten und weißen Ziegeln gemauert.
In einer Säulengalerie mit Dreipassbögen im Chor oberhalb des Altars stehen die überlebensgroßen Figuren von Jesus Christus und den vier Evangelisten. 
Ausgestattet ist die Kirche mit einer zweimanualigen Orgel von 1891, einem neugotischen, farbig gefassten Kreuzweg und farbigen Glasfenstern, ebenfalls aus dem 19. Jahrhundert.